# 金山町 (宮城県)
金山町（かねやままち）は、昭和29年（1954年）まで宮城県伊具郡の阿武隈川東岸にあった町。現在の丸森町金山にあたる。

## 沿革
- 明治22年（1889年）4月1日 - 町村制施行にともない、金山本郷が単独で村制施行し金山村が発足。
- 明治30年（1897年）2月9日 - 町制施行し、金山町となる。
- 昭和29年（1954年）12月1日 - 丸森町・大内村・大張村・耕野村・小斎村・舘矢間村・筆甫村と合併し、新制の丸森町となる。

## 行政

### 歴代村長
| 代 | 氏名     | 就任                  | 退任                     | 備考 |
| -- | -------- | --------------------- | ------------------------ | ---- |
| 1  | 榎並徳衛 | 明治22年（1889年）4月 | 明治30年（1897年）2月8日 |      |

### 歴代町長
| 代 | 氏名       | 就任                      | 退任                       | 備考         |
| -- | ---------- | ------------------------- | -------------------------- | ------------ |
| 1  | 榎並徳衛   | 明治30年（1897年）2月9日  | 明治30年（1897年）4月      | 村長より留任 |
| 2  | 志間慶三郎 | 明治30年（1897年）5月10日 | 明治34年（1901年）5月9日   |              |
| 3  | 高成田宗蔵 | 明治34年（1901年）5月10日 | 明治36年（1903年）10月7日  |              |
| 4  | 浅田作次郎 | 明治36年（1903年）11月8日 | 明治37年（1904年）8月17日  |              |
| 5  | 高成田宗蔵 | 明治38年（1905年）2月14日 | 大正3年（1914年）12月18日  | 再任         |
| 6  | 三瓶泰造   | 大正4年（1915年）1月7日   | 大正11年（1922年）5月3日   |              |
| 7  | 渡辺徳次郎 | 大正11年（1922年）6月29日 | 大正13年（1924年）1月4日   |              |
| 8  | 今村文吉   | 大正13年（1924年）2月2日  | 昭和5年（1930年）10月17日  |              |
| 9  | 榎並半平   | 昭和5年（1930年）10月25日 | 昭和9年（1934年）10月24日  |              |
| 10 | 渡辺徳次郎 | 昭和9年（1934年）10月28日 | 昭和13年（1938年）10月27日 | 再任         |
| 11 | 太田忠三郎 | 昭和14年（1939年）1月20日 | 昭和21年（1946年）10月23日 |              |
| 12 | 沼崎省三   | 昭和21年（1946年）11月1日 | 昭和29年（1954年）11月30日 |              |

## 防災
- 金山町消防団
  - （組織体制）2分団9班で構成。
  - （団員数）80名
  - （装備）当時の装備は消防ポンプ自動車1台、手押し腕用消防ポンプ8台であった。

## 教育
- 金山町立金山小学校
- 金山町立金山中学校